# 備後安田站
備後安田站（日语：／ Bingo-Yasuda eki */?）是位於廣島縣三次市吉舍町安田，西日本旅客鐵道（JR西日本）的福鹽線車站。

## 歷史
- 1935年（昭和10年）11月15日 - 福鹽北線（當時）上下站至吉舍站之間開通，此站啟用。
  - 當時車站位於廣島縣雙三郡吉舍町（日语：吉舎町）安田。
- 1938年（昭和13年）7月28日 - 福鹽北線成為福鹽線的一部分，此站成為福鹽線車站。
- 1953年（昭和28年）2月11日 - 隨著吉舍町（第二次）成立，車站地址改為廣島縣雙三郡吉舍町安田。
- 1983年（昭和58年）4月5日 - 成為無人車站（簡易委託化）。
- 1987年（昭和62年）4月1日 - 伴隨國鐵分割民營化，車站由西日本旅客鐵道（JR西日本）營運。
- 2004年（平成16年）4月1日 - 隨著三次市（第二次）成立，車站地址改為廣島縣三次市三次市吉舍町安田になる。
- 2008年（平成20年）4月1日 - 當日是最後一天設有委托發售車票的日子，翌日完全成為無人車站。

## 車站構造

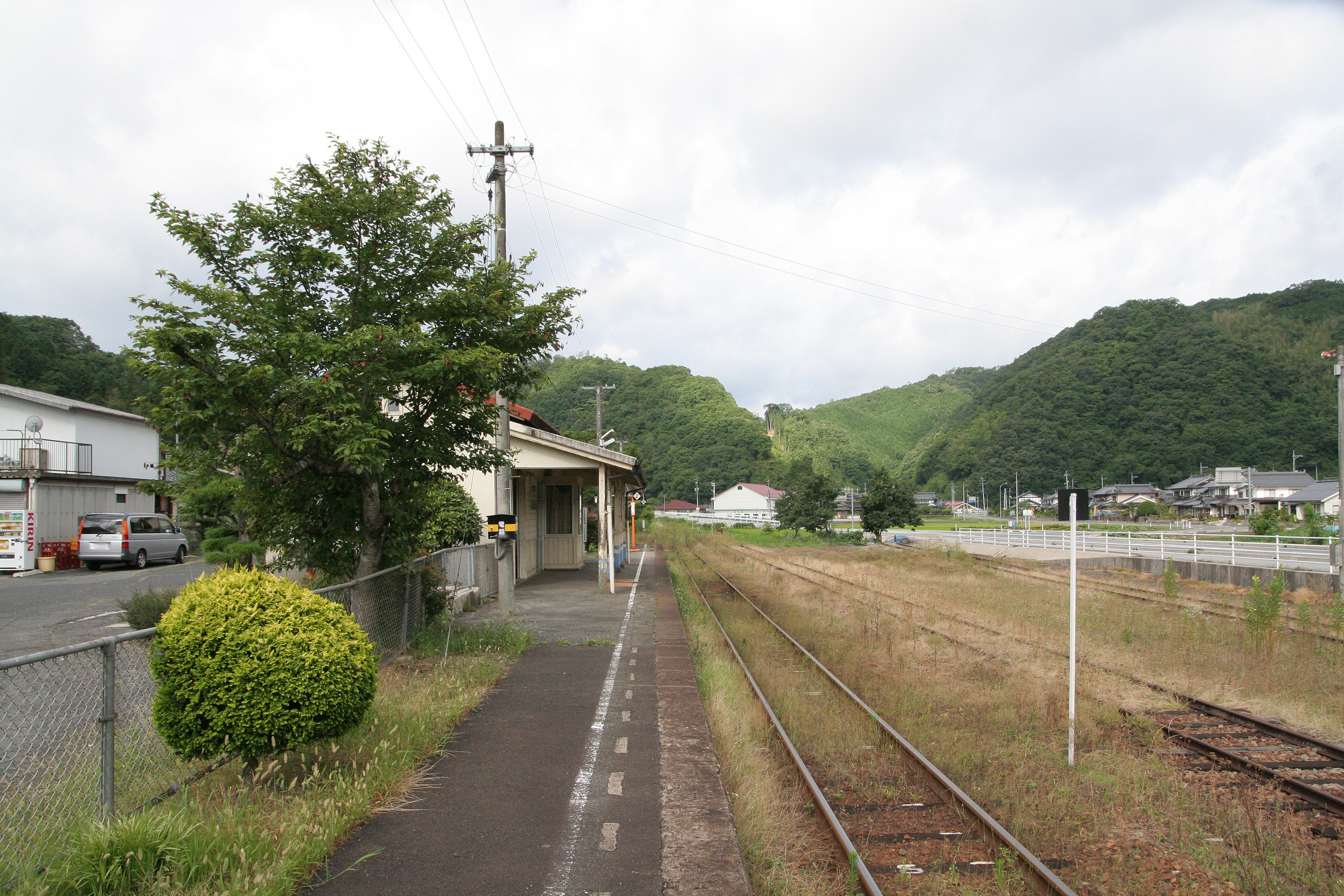
站內（2008年7月27日）

車站是一座地面車站，設有1面1線的單式月台。前往三次方向的列車會開啟左邊車門。曾經此站設有2面2線的相對式月台，現時只剩下一邊月台。此站設有2條側線。
此站是由三次鐵道部管理的無人車站。此站設有車站大樓，但是沒有自動售票機。

## 利用狀況
以下為近年1日平均乘車人次列表。
| 年度               | 1日平均 乘車人次 | 參考資料 |
| ------------------ | ---------------- | -------- |
| 2002年（平成14年） | 32               | [ 1 ]    |
| 2003年（平成15年） |                  |          |
| 2004年（平成16年） |                  |          |
| 2005年（平成17年） |                  |          |
| 2006年（平成18年） |                  |          |
| 2007年（平成19年） |                  |          |
| 2008年（平成20年） |                  |          |
| 2009年（平成21年） |                  |          |
| 2010年（平成22年） |                  |          |
| 2011年（平成23年） | 20               | [ 2 ]    |
| 2012年（平成24年） | 19               | [ 2 ]    |
| 2013年（平成25年） | 22               | [ 2 ]    |
| 2014年（平成26年） | 19               | [ 2 ]    |
| 2015年（平成27年） | 16               | [ 2 ]    |
| 2016年（平成28年） | 13               | [ 2 ]    |
| 2017年（平成29年） | 13               | [ 2 ]    |

## 車站周邊

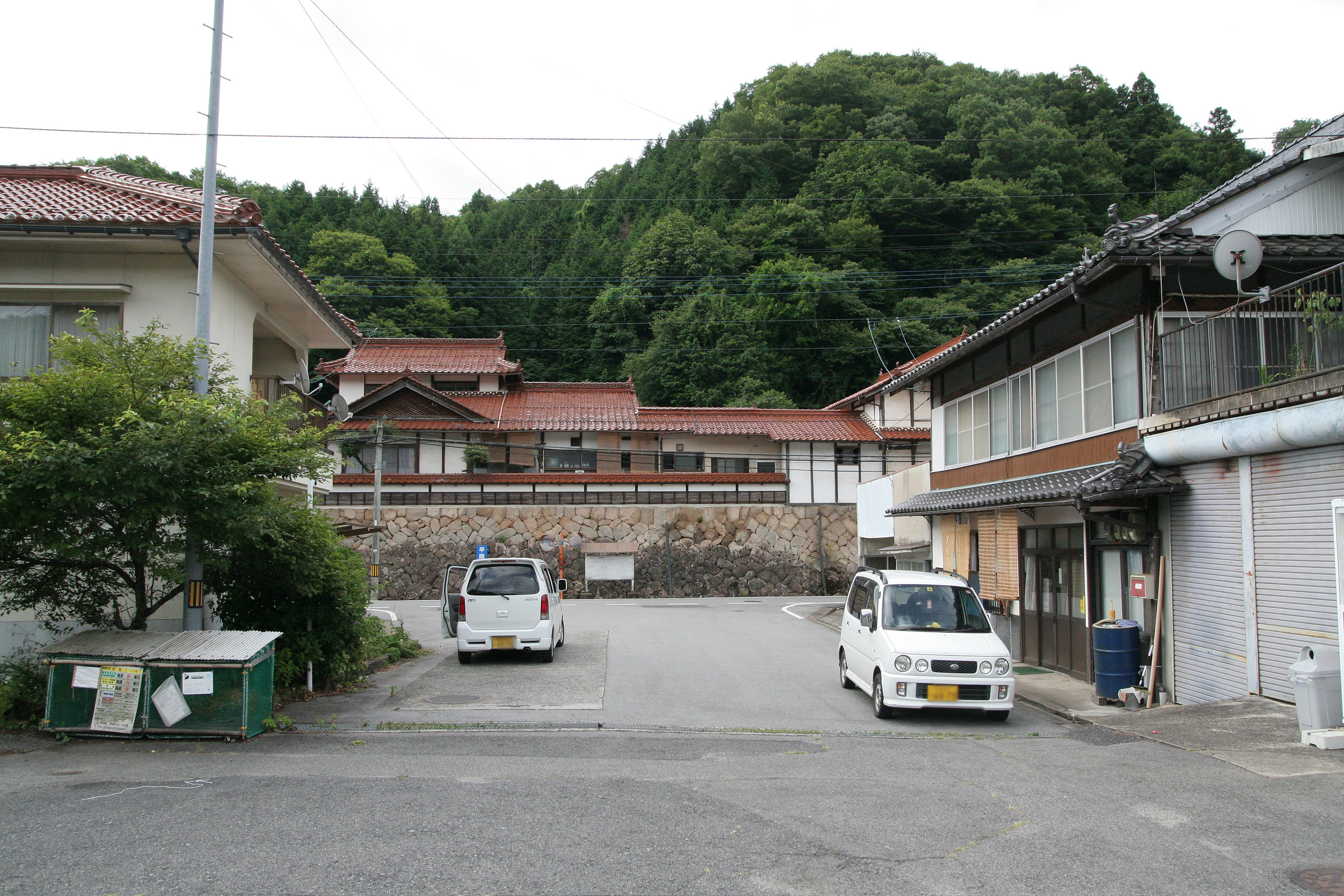
站前（2008年7月27日）

- 廣島縣道425號梶田三良坂線（日语：広島県道425号梶田三良坂線）
- 廣島縣道426號太郎丸吉舍線（日语：広島県道426号太郎丸吉舎線）
- 三次市立安田小學 （页面存档备份，存于）（日語）
- 安田公園高爾夫場

## 相鄰車站
西日本旅客鐵道（JR西日本）
 福鹽線
梶田－備後安田－吉舍

## 注腳
1. ↑  「飲食・小売の出店を科学する出店戦略情報局」之存檔數據
2. 1 2 3 4 5 6 7  國土數値情報 不同站的上下車人次數據

## 外部連結
- 備後安田｜車站資訊：JR出門網 - 西日本旅客鐵道（日語）